# 于尔格·魏特瑙尔
于尔格·魏特瑙尔（德語：Jürg Weitnauer，1955年2月14日—），瑞士男子赛艇运动员。他曾代表瑞士参加世界赛艇锦标赛，获得一枚金牌、一枚银牌和二枚铜牌。他也曾参加1976年、1980年、1984年和1988年夏季奥运会。